# Bohdan Nowaczyk
Bohdan Nowaczyk (ur. 15 lutego 1947, zm. 28/29 lipca 1975 na stokach Broad Peak) – polski taternik i himalaista. Absolwent Politechniki Wrocławskiej, magister inżynier elektronik.
Przygodę ze wspinaczką rozpoczął w czasie studiów. Wspinał się w Tatrach, Alpach i Kaukazie. W dniach 5-28 lipca 1975 r. brał udział w pierwszym polskim wejściu na ośmiotysięcznik. Zginął podczas zejścia z Broad Peak Middle (8011 m).